# Eustegia minuta
Eustegia minuta är en oleanderväxtart som först beskrevs av Carl von Linné d.y., och fick sitt nu gällande namn av Nicholas Edward Brown. Eustegia minuta ingår i släktet Eustegia och familjen oleanderväxter. Inga underarter finns listade i Catalogue of Life.